# أبو ديرة (مينوبار)
أبو ديرة (بالفارسية: ابودیره) هي قرية تقع في إيران في قسم مينوبار الريفي. يقدر عدد سكانها بـ 1,626 نسمة .